# 11. siječnja u Drugom svjetskom ratu
Drugi svjetski rat po nadnevcima: 11. siječnja u Drugom svjetskom ratu.

### 1942.
- Japanska carska mornarica osvojila Kuala Lumpur, glavni grad Malezije.